# Ley-Siedlung
Eine Robert-Ley-Siedlung ist ein Siedlungstyp, der in den 1930er Jahren in ganz Deutschland verbreitet war. Er wurde nach dem Reichsorganisationsleiter und Minister Robert Ley benannt. Diese Art Siedlung besteht aus Einfamilienhäusern inmitten von Gärten. Man wollte darin Arbeiter und Bergleute bodenständig machen, indem man die Miete als Abzahlung für ihren Besitz anrechnete, der nach einiger Zeit in ihr Eigentum überging. Wer sein Anwesen verkommen ließ, wurde aus der Siedlung entfernt. 1934 beziehungsweise 1936 angelegte Ley-Siedlungen sind z. B. die Alsdorfer Stadtteile Begau, Broicher Siedlung und Zopp.